# Chamaecereus luisramirezii
Chamaecereus luisramirezii, conocida comúnmente como cactus cola de rata, es una especie de planta suculenta perteneciente al género Chamaecereus, dentro de la familia Cactaceae. Se distribuye desde Bolivia hasta el noroeste de Argentina.

## Descripción
Chamaecereus luisramirezii es una especie de cactus de tipo arbustivo que crece de forma colgante o rastrera y está muy ramificado. Los tallos son largos, llegando a medir hasta 50 cm de largo y de 1 a 1,2 cm de diámetro en la base. Se estrechan en la punta, donde el diámetro oscila entre 0,5 y 0,7 cm. Son de color verde claro a intenso y arraigan con facilidad en el suelo. 
Presentan de 9 a 10 costillas algo acanaladas y ligeramente divididas en tubérculos. Sobre ellas se asientan las areolas, las cuales son redondeadas y están separadas unas de otras entre 0,4 y 0,5 cm. Miden de 0,8 a 1 cm de diámetro y son de color blanco y lanudas. Tienen de 10 a 12 espinas suaves, parecidas a cerdas y de color blanco. 
Las flores son diurnas, autofértiles y tienen forma de embudo. Miden de 5 a 7 cm de largo y de 6 a 7,5 cm de diámetro. Son de color naranja a rojo ladrillo y tienen un pericarpelo de 1,5 cm de largo. Éste es de color marrón rojizo y está cubierto con cerdas blanquecinas dispuestas en pequeños mechones.   
Los frutos tienen forma de aceituna alargada y miden de 1,5 a 3 cm de largo y 0,8 cm de diámetro. Primero son de color verde oscuro y cuando maduran pasan a ser rojo púrpura. Las semillas son negras y curvadas y miden 1,2-1,5 x 1-1,4 mm.

## Distribución y hábitat
El área de distribución nativa de esta especie va desde Bolivia hasta el noroeste de Argentina y crece principalmente en biomas desérticos o de matorrales secos, entre los 800 y 2300 m sobre el nivel del mar.

## Taxonomía
Chamaecereus luisramirezii fue descrita por los botánicos Joël Lodé y Frédéric Carlier y publicada por primera vez en la revista científica International Cactus Adventures 30 (2): 3 en 2018.
Etimología
- Chamaecereus: nombre genérico que deriva de la palabra griega chamai (que significa 'en el suelo', 'pequeño' o 'enano'), y la palabra latina cereus (que se traduce como 'vela' o 'cirio'), haciendo alusión a su forma alargada perfectamente recta. Por tanto se puede traducir como 'cactus alargados que crecen muy cerca del suelo o de pequeño tamaño'.[4]
- luisramirezii: epíteto específico otorgado en honor a Luis Alberto Ramírez Pinto, descubridor de la especie. Señalar que el sufijo -ii es una forma común en la nomenclatura botánica que indica que se está dedicando la especie a una persona.[5]

## Usos
Se cultiva principalmente como planta ornamental en forma colgante y su propagación se realiza a través de esquejes o semillas.